# Saint-Rémy-Boscrocourt
Saint-Rémy-Boscrocourt é uma comuna francesa na região administrativa da Normandia, no departamento de Sena Marítimo. Estende-se por uma área de 8,4 km². Em 2010 a comuna tinha 818 habitantes (densidade: 97,4 hab./km²).